# Cyprian Dylczyński

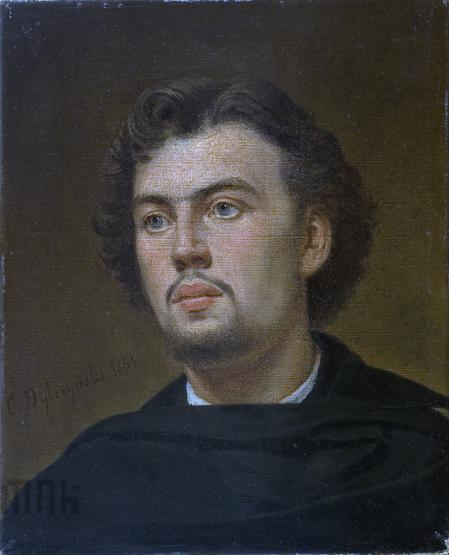
Portret Adama Chmielowskiego

Cyprian Antoni Dylczyński (ur. 26 września 1835 w Warszawie, zm. 12 czerwca 1913 tamże) – polski malarz.
Absolwent gimnazjum klasycznego w swoim rodzinnym mieście, w 1852 wstąpił do warszawskiej Szkoły Sztuk Pięknych, kształcąc się tam jako uczeń Rafała Hadziewicza do 1858, by w roku następnym kontynuować naukę w Dreźnie, potem zaś w Monachium u Wilhelma Kaulbacha (w V 1860 r. zgłosił się do Akademii Sztuk Pięknych w Monachium - Techn. Malklasse). Kilka lat spędził w Paryżu. Od 1867 osiadł w Warszawie, gdzie przez wiele lat należał do Towarzystwa Zachęty Sztuk Pięknych, aktywnie uczestnicząc w licznych wystawach tej instytucji. 
Malował głównie obrazy historyczne, rzadziej architekturę, portrety i obrazy sakralne, wystawiał w latach 1861-1912 r.. W latach późniejszych swojej kariery skłaniał się ku malarstwu rodzajowemu. Tworzył też ilustracje dla Tygodnika Illustrowanego oraz Kłosów.
Dzieła Dylczyńskiego znajdują się w muzeach narodowych: warszawskim, krakowskim, szczecińskim i poznańskim, w Łazienkach Królewskich w Warszawie, a także we Lwowskiej Galerii Obrazów oraz w wileńskim Muzeum Sztuki Litewskiej.

## Ważniejsze prace
- Modlitwa Jana Kazimierza (Lwowska Galeria Obrazów)
- Słowacki na wschodzie
- Śmierć Jagiełły
- O chlebie i wodzie
- Faust i Małgorzata